# Kategoria Superiore (2009/2010)
Rozgrywki Kategorii Superiore 2009/2010 są 71. sezonem w historii, najwyższej klasy rozgrywek piłkarskich w Albanii oraz jedenastym pod tą nazwą. Sezon rozpoczął się w sierpniu 2009 a zakończył pod koniec maja 2010. Obrońcą tytułu była drużyna KF Tirana, której udało się dokonać tego wyczynu i tym samym po raz osiemnasty drużyna ta została Mistrzem Albanii.

## Awanse i spadki
Drużyny KS Lushnja oraz KS Elbasani spadły w poprzednim sezonie z ligi gdyż zajęły dwa ostatnie miejsca w lidze. Oprócz nich spadły także dwie drużyny które przegrały swoje mecze barażowe. W ten sposób w nowym sezonie do rozgrywek dołączyły aż cztery nowe drużyny. Są to: zwycięzca Kategorii e Parë – drużyna KF Laçi oraz wicelider – drużyna Skënderbeu Korcza. Oprócz nich, tak jak wspomniano, dołączyły kolejne dwie drużyny które wygrały w barażach a mianowicie Kastrioti Kruja oraz Gramozi Erseka.

## Zespoły
| Zespół           | Miasto  | Stadion                  | Pojemność |
| ---------------- | ------- | ------------------------ | --------- |
| Apolonia Fier    | Fier    | Stadiumi Loni Papuçiu    | 6,000     |
| Besa Kavaja      | Kavaja  | Stadiumi Besa            | 12,000    |
| Gramozi Erseka   | Erseka  | Fusha Sportive Ersekë    | 7,000     |
| Dinamo Tirana    | Tirana  | Stadiumi Selman Stërmasi | 12,000    |
| Skënderbeu       | Korcza  | Stadiumi Skënderbeu      | 10,000    |
| Flamurtari Vlora | Wlora   | Stadiumi Flamurtari      | 8,500     |
| KF Laçi          | Laç     | Stadiumi i Laçit         | 5,000     |
| Kastrioti        | Kruja   | Stadiumi Kastrioti       | 8,500     |
| KS Shkumbini     | Peqin   | Stadiumi Peqin           | 6,000     |
| Teuta Durrës     | Durrës  | Stadiumi Niko Dovana     | 12,000    |
| KF Tirana        | Tirana  | Stadiumi Selman Stërmasi | 12,000    |
| KF Vllaznia      | Szkodra | Stadiumi Loro-Boriçi     | 20,300    |

## Tabela
| Lp. | Drużyna            | M  | Z  | R | P  | Bramki | Bramki | Różn. | Pkt | Uwagi                                        | Bezpośrednio                    |
| --- | ------------------ | -- | -- | - | -- | ------ | ------ | ----- | --- | -------------------------------------------- | ------------------------------- |
| 1   | Dinamo Tirana (M)  | 33 | 19 | 4 | 10 | 56     | 42     | +14   | 61  | Liga Mistrzów UEFA • II runda kwalifikacyjna |                                 |
| 2   | Besa Kavaja        | 33 | 15 | 8 | 10 | 42     | 33     | +9    | 53  | Liga Europy UEFA • II runda kwalifikacyjna1  |                                 |
| 3   | KF Tirana          | 33 | 15 | 7 | 11 | 38     | 32     | +6    | 52  | Liga Europy UEFA • I runda kwalifikacyjna    |                                 |
| 4   | KF Laçi            | 33 | 14 | 9 | 10 | 35     | 28     | +7    | 51  | Liga Europy UEFA • I runda kwalifikacyjna    |                                 |
| 5   | Flamurtari Vlora   | 33 | 13 | 8 | 12 | 42     | 39     | +3    | 47  |                                              |                                 |
| 6   | KF Vllaznia        | 33 | 13 | 7 | 13 | 34     | 39     | −5    | 46  |                                              |                                 |
| 7   | KS Shkumbini       | 33 | 13 | 6 | 14 | 33     | 33     | 0     | 45  | SHK: 6 pts, 5–2 TEU: 3 pts, 2–5              |                                 |
| 8   | Teuta Durrës       | 33 | 13 | 6 | 14 | 33     | 40     | −7    | 45  | SHK: 6 pts, 5–2 TEU: 3 pts, 2–5              |                                 |
| 9   | Kastrioti Kruja2   | 33 | 13 | 6 | 14 | 33     | 35     | −2    | 42  | Baraże o pozostanie                          | KAS: 6 pts, 4–3 SKË: 3 pts, 3–4 |
| 10  | Skënderbeu Korcza  | 33 | 11 | 9 | 13 | 41     | 41     | 0     | 42  | Baraże o pozostanie                          | KAS: 6 pts, 4–3 SKË: 3 pts, 3–4 |
| 11  | Apolonia Fier (S)  | 33 | 10 | 8 | 15 | 36     | 43     | −7    | 38  | Spadek do Kategorii e Parë                   |                                 |
| 12  | Gramozi Erseka (S) | 33 | 6  | 8 | 19 | 25     | 43     | −18   | 26  | Spadek do Kategorii e Parë                   |                                 |

## Wyniki
W Albanii rozgrywa się trzy rundy spotkań piłkarskich. Podczas pierwszych dwóch rund wszystkie drużyny grają ze sobą mecz jako gospodarz i rewanż na wyjeździe, w sumie 22 mecze. Po ich zakończeniu wyznacza się mecze w trzeciej rundzie według schematu poniżej w zależności od miejsc które drużyny zajmowały po dwóch rundach. W ten sposób drużyny rozgrywają kolejnych 11 meczów co daje łącznie 33 mecze w sezonie.

### Pierwsza i druga runda
| Gospodarz \ Gość  | APO | BES | DIN | FLV | GRA | KAS  | LAÇ | SHK | SKË | TEU | TIR | VLS |
| Apolonia Fier     |     | 0:2 | 3:0 | 1:1 | 3:0 | 2:3  | 2:0 | 1:0 | 1:1 | 2:0 | 2:0 | 1:1 |
| Besa Kavaja       | 0:0 |     | 0:1 | 1:0 | 1:0 | 1:0  | 1:0 | 2:0 | 1:0 | 1:1 | 1:1 | 2:0 |
| Dinamo Tirana     | 3:2 | 1:0 |     | 1:0 | 4:0 | 2:0  | 1:1 | 2:1 | 3:0 | 1:0 | 2:1 | 4:2 |
| Flamurtari Vlora  | 2:0 | 3:0 | 0:3 |     | 2:0 | 2:02 | 0:0 | 1:1 | 1:1 | 0:3 | 0:2 | 2:0 |
| Gramozi Erseka    | 1:0 | 0:0 | 0:1 | 2:0 |     | 0:0  | 1:2 | 0:0 | 2:0 | 2:0 | 0:1 | 1:1 |
| Kastrioti Kruja   | 1:1 | 1:0 | 1:3 | 1:1 | 1:0 |      | 0:0 | 4:1 | 2:1 | 1:2 | 0:1 | 1:0 |
| KF Laçi           | 3:2 | 0:0 | 0:1 | 3:2 | 1:1 | 1:0  |     | 1:0 | 0:0 | 0:0 | 1:0 | 3:1 |
| KS Shkumbini      | 3:0 | 1:2 | 4:0 | 2:1 | 1:1 | 1:0  | 1:0 |     | 1:0 | 4:1 | 1:0 | 2:1 |
| Skënderbeu Korcza | 2:3 | 0:2 | 1:1 | 1:0 | 4:1 | 0:1  | 4:3 | 1:0 |     | 3:0 | 1:1 | 1:1 |
| Teuta Durrës      | 0:2 | 1:1 | 1:3 | 1:0 | 2:0 | 2:1  | 2:1 | 1:0 | 2:0 |     | 0:1 | 1:0 |
| KF Tirana         | 4:1 | 0:0 | 1:2 | 1:3 | 1:1 | 1:1  | 1:0 | 2:0 | 1:0 | 2:0 |     | 0:1 |
| KF Vllaznia       | 1:0 | 2:3 | 0:0 | 2:2 | 1:0 | 1:0  | 1:2 | 2:0 | 3:2 | 2:1 | 0:1 |     |

Źródło: 
Objaśnienia:
1Drużyna gospodarzy jest wymieniona po lewej stronie tabeli.
Kolory: zielony – zwycięstwo gospodarzy, żółty – remis, różowy – zwycięstwo gości.

### Trzecia runda
Zestawienie par w trzeciej rundzie (cyfry oznaczają pozycję drużyn po 22 kolejkach ligowych):
```
 23 kolejka   24 kolejka   25 kolejka   26 kolejka  27 kolejka    28 kolejka
  1 – 12      11 – 1       1 – 10        9 – 1       1 – 8         7 – 1
  2 – 11      10 – 2       2 – 9         8 – 2       2 – 7         6 – 2
  3 – 10       9 – 3       3 – 8         7 – 3       3 – 6         5 – 3
  4 – 9        8 – 4       4 – 7         6 – 4       4 – 5         4 – 12
  5 – 8        7 – 5       5 – 6         5 – 12     11 – 9         8 – 11
  6 – 7        6 – 12     12 – 11       10 – 11     12 – 10        9 – 10
 
 29 kolejka    30 kolejka  31 kolejka  32 kolejka   33 kolejka
  1 – 6         5 – 1       1 – 4        3 – 1       1 – 2
  2 – 5         4 – 2       2 – 3        2 – 12     11 – 3
  3 – 4         3 – 12     11 – 5        4 – 11     10 – 4
 11 – 7         6 – 11     10 – 6        5 – 10      9 – 5
 10 – 8         7 – 10      9 – 7        6 – 9       8 – 6
 12 – 9         8 – 9      12 – 8        7 – 8      12 – 7

```

| Gospodarz \ Gość  | APO | BES | DIN | FLV | GRA | KAS | LAÇ | SHK | SKË  | TEU | TIR | VLS |
| Apolonia Fier     |     |     | 2:1 |     |     | 2:1 |     | 0:0 |      |     | 1:2 | 0:1 |
| Besa Kavaja       | 2:0 |     |     | 1:2 | 6:4 |     |     | 2:0 | 1:2  |     | 1:1 |     |
| Dinamo Tirana     |     | 4:3 |     |     | 1:0 | 1:1 | 2:4 |     |      | 1:2 |     | 1:2 |
| Flamurtari Vlora  | 1:0 |     | 2:1 |     |     | 3:0 |     | 3:2 |      |     | 3:1 |     |
| Gramozi Erseka    | 3:0 |     |     | 1:1 |     | 0:1 |     |     | 0:2  |     |     | 1:2 |
| Kastrioti Kruja   |     | 3:2 |     |     |     |     | 1:0 |     | 1:2  | 3:0 |     | 2:0 |
| KF Laçi           | 2:0 | 0:1 |     | 3:1 | 1:0 |     |     | 0:0 | 1:0  |     |     |     |
| KS Shkumbini      |     |     | 1:0 |     | 2:1 | 2:0 |     |     |      | 1:0 | 0:1 | 0:0 |
| Skënderbeu Korcza | 1:1 |     | 4:3 | 0:1 |     |     |     | 3:1 |      |     | 2:2 |     |
| Teuta Durrës      | 1:1 | 3:2 |     | 3:1 | 0:2 |     | 0:0 |     | 0:0  |     |     |     |
| KF Tirana         |     |     | 3:2 |     | 1:0 | 0:1 | 1:2 |     |      | 2:1 |     | 1:2 |
| KF Vllaznia       |     | 2:0 |     | 1:1 |     |     | 1:0 |     | 0:23 | 0:2 |     |     |

Źródło: 
Objaśnienia:
1Drużyna gospodarzy jest wymieniona po lewej stronie tabeli.
2Mecz został zweryfikowany jako 2:0 dla drużyny Skënderbeu (oryginalny wynik 1:1), gdyż jeszcze przed jego zakończeniem (w 88 minucie) piłkarze drużyny przeciwnej zeszli z boiska podczas gdy zostali zaatakowani przez kibiców drużyny Gramozi.
<3Wynik meczu został zweryfikowany (oryginalny wynik 3:2 dla Vllaznii) i przyznano zwycięstwo 2:0 drużynie Skënderbeu, ze względu na występ nieuprawnionego zawodnika w drużynie przeciwnej.
Kolory: zielony – zwycięstwo gospodarzy, żółty – remis, różowy – zwycięstwo gości.

## Baraże o Kategorię Superiore
Według obowiązującego regulaminu rozgrywek do baraży przystąpią drużyny: zespół który zajmie 9. miejsce w Kategorii Superiore (przeciwko drużynie która zajmie 4. miejsce w Kategoria e Parë) oraz drużyna z 10. miejsca w Kategorii Superiore (przeciwko drużynie z 3. miejsca w Kategorii e Parë). Obydwa mecze zostaną rozegrane po zakończeniu regularnego sezonu.

## Najlepsi strzelcy
14 bramek
- Elis Bakaj (Dinamo Tirana)

12 bramek
- Daniel Xhafaj (Besa Kavaja)

11 bramek
- Mladen Brkić (Apolonia Fier)

10 bramek
- Miliam Guerrib (Skënderbeu Korcza)
- Arlind Nora (KF Laçi)

9 bramek
- Fatjon Sefa (Dinamo Tirana)

Źródło: